# Nagroda Literacka im. Leopolda Staffa

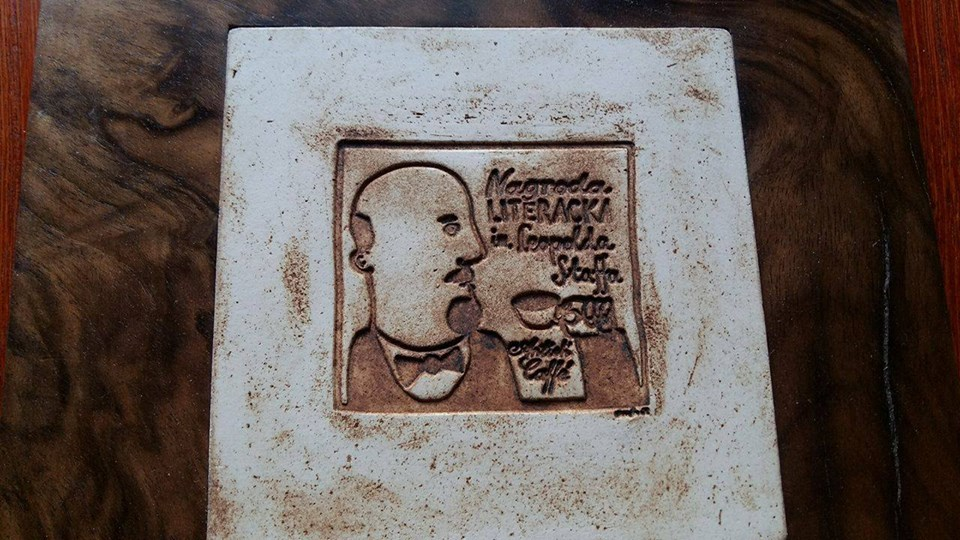
Nagroda Literacka im. Leopolda Staffa 2016

Nagroda Literacka im. Leopolda Staffa – polska nagroda literacka przyznawana corocznie za wybitne osiągnięcia naukowe, translatorskie i popularyzatorskie związane z kulturą włoską.

## O nagrodzie
Nagroda Literacka im. Leopolda Staffa powstała w 2015 z inicjatywy Jarosława Mikołajewskiego, italianisty, tłumacza, poety i publicysty. W skład Kapituły weszli uznani znawcy włoskiej literatury, kultury i sztuki. Logo oraz plakietę Nagrody zaprojektowali Stasys Eidrigevičius oraz Sebastian Kudas i Joanna Rusinek. Wydarzeniu patronuje Leopold Staff – poeta, a także tłumacz z języka włoskiego i fascynat kultury śródziemnomorskiej. Przy dokonywanej ocenie Kapituła bierze pod uwagę istotne walory poznawcze twórczości nominowanych autorów, a także oryginalność opinii, precyzję myśli i piękno słowa. Ogłoszenie laureatów oraz uroczyste wręczenie nagród odbywa się na jesieni. W konkursie przewidziano następujące kategorie tematyczne:
- Dzieło życia,
- In memoriam,
- Książka roku: przekład,
- Książka roku: nauka,
- Książka roku: popularyzatorstwo,
- Książka roku dla dzieci.

W szczególnych przypadkach Kapituła Konkursu może zdecydować o przyznaniu nagród w kategoriach nieujętych w regulaminie.

## Kapituła
Oceny zgłoszonych utworów dokonuje Kapituła Konkursu pod przewodnictwem Jarosława Mikołajewskiego. W jej skład wchodzą także Tessa Capponi-Borawska, Jacek Cygan (do 2019), Jolanta Dygul, Ewa Nicewicz (od 2016), Anna Osmólska-Mętrak (w 2018), Piotr Salwa (od 2020), Joanna Ugniewska (od 2019), Julia Wollner, Janusz Zaorski (do 2020).

## Lista laureatów
- 2024 – Julia Dickstein-Wieleżyńska (In memoriam), Anna Wasilewska (Dzieło życia), Hanna Podgórska (Jak kwitnące drzewo. Florencja średniowieczna i renesansowa Silvii Diacciati et al., PIW 2023), Dorota Duszyńska (w kategorii „Książka dla dzieci” za przekład Powiedz mi, kim jestem Paoli Mastrocoli, Dwie Siostry 2023)[3]
- 2023 – Zofia Jachimecka (In memoriam), Jadwiga Miszalska (Dzieło życia), Tomasz Kwiecień (Sycylijskie lwy Stefanii Auci, W.A.B. 2022), Paweł Mościcki (esej Wyższa aktualność. Studia o współczesności Dantego, Wydawnictwo Uniwersytetu Jagiellońskiego 2022), Paweł Bravo (Czekolada i kapuśniak, Wysoki Zamek 2022), Marek Zagańczyk (nagroda specjalna w kategorii „Pomost” w uznaniu pracy na rzecz popularyzowania kultury włoskiej)[4]
- 2022 – Jan Slaski (In memoriam), Katarzyna Skórska (P.P. Pasolini, Ulicznicy), Krzysztof Żaboklicki(inne języki) (Alessandro Barbero, Dante), Piotr Kępiński (Szczury z via Veneto), Justyna Łukaszewicz (Włosko-polskie pogranicze literackie za panowania Stanisława Augusta), Wydawnictwo Tatarak (seria książek dla dzieci Ja, Europejczyk), Artur Badach i Mikołaj Baliszewski(inne języki) (nagroda specjalna w kategorii „Pomost”)[5].
- 2021 – Halina Kralowa (Dzieło życia), Monika Surma-Gawłowska (In memoriam), Mateusz Kłodecki (V. Ardone, Czekam, aż stanie się coś pięknego), Rozalia Słodczyk (Ekfraza, hypotypoza, przekład. Interferencje literatury i malarstwa w prozie włoskiej i eseistyce polskiej XX wieku), Adam Szczuciński (Paradiso), Wydawnictwo Nasza Księgarnia (za publikowanie włoskiej literatury dla dzieci), Roberto Salvadori (nagroda specjalna „Pomost”), koło naukowe ItaliAMO (wyróżnienie za działalność popularyzatorską)[6].
- 2020 – Halina Manikowska (Dzieło życia), Stanisław Kasprzysiak (In memoriam), Zofia Koprowska (I. Svevo, Wyznania starca), Barbara Sosnowska (P. Bembo, Stance), Piotr i Mateusz Salwa (F. Algarotti, Wybór pism), Wydawnictwo Muchomor (za publikowanie włoskiej literatury dla dzieci), Angela Ottone (nagroda specjalna „Pomost”), Teatr Dramatyczny m.st. Warszawy (za spektakl Księżniczka Turandot)[7].
- 2019 – Wojciech Tygielski (Dzieło życia), Mieczysław Brahmer (In memoriam), Alina Kreisberg (N. Chiaromonte, Listy do Muszki), Zofia Anuszkiewicz i Lucia Pascale (R. Gabriele, Elegie o poszukiwaczach muszli), Małgorzata Ślarzyńska (Obraz literatury włoskiej w Polsce w latach 70 i 80 XX wieku na łamach „Literatury na świecie”), Katarzyna Biernacka-Licznar (Serce Pinokia: włoska literatura dla dzieci i młodzieży w Polsce w latach 1945–1989), Marina Fabbri i Krzysztof M. Bednarski (nagroda specjalna w kategorii „Pomost”), Jarosław Kilian (za spektakl Ptak zielonopióry), Jacek Borcuch (za film Słodki koniec dnia)[8].
- 2018 – Piotr Salwa (Dzieło życia), Józef Heistein (In memoriam), Anna Wasilewska (C.E. Gadda, Niezły pasztet na via Merulana), Małgorzata Trzeciak (G.B. Fagiuoli, Diariusz podróży do Polski), Joanna Wajs (S. Olivotti, Zwierzoobjaśniarka. Wynalazek, który zmienił świat), Ewa Błaszczyk i Remigiusz Grzela (spektakl Oriana Fallaci. Chwila, w której umarłam), Diana Dąbrowska (za promocję kultury włoskiej ze szczególnym uwzględnieniem kina), Wydawnictwo Austeria (za publikowanie literatury włoskiej), Włodek Goldkorn (nagroda specjalna „Pomost” za książkę Dziecko w śniegu, tłum. J. Malawska)[9].
- 2017 – Joanna Ugniewska-Dobrzańska (Dzieło życia), Barbara Sieroszewska (In memoriam), Anna Osmólska-Mętrak (A. Vitali, Sezon na ptaszka), Joanna Kilian (Realiści czy ekscentrycy? Malarstwo północnych Włoch XVI wieku), Pietro Bartolo (Lekarz z Lampedusy), Leonardo Masi, Alfredo Boscolo, Paweł Bravo (Kuchnia Dantego), Małgorzata Bogdańska, Marek Koterski (Nie lubię pana, panie Fellini), Rafał Witek (Chłopiec z Lampedusy), Noir sur Blanc (za przekłady Umberta Eco i Andrei Camillerego), Zeszyty Literackie (G. Bassani, Złote okulary i Między murami).
- 2016 – Stanisław Widłak (Dzieło życia), Zofia Ernstowa (In memoriam), Ewa Bieńkowska (Historie Florenckie), Monika Surma-Gawłowska (Komedia dell’arte), Elżbieta Jogałła (C. Magris, Daleko, ale od czego?), Natalia Mętrak-Ruda (D. Fo, Córka papieża), Katarzyna Skórska (M.G. Mazzucco, Limbo), Joanna Wajs (V. Bianconi, Wymówisz moje imię), Gianfranco Rosi (Fuocoammare. Ogień na morzu).
- 2015 – Krzysztof Żaboklicki (Dzieło życia), Maria Kornatowska (In memoriam), Joanna Ugniewska-Dobrzańska i Zeszyty Literackie (Miejsca utracone), Maciej A. Brzozowski i Muza (Włosi. Życie to teatr), Alina Pawłowska-Zampino i Austeria (N. Ginzburg, Nasze dni wczorajsze), Ewa Nicewicz-Staszowska i Bona (R. Piumini, Maciuś i dziadek); Wyróżnienia: Czuły Barbarzyńca (I. Calvino, Baśnie włoskie), Dwie Siostry (M. Utnik-Strugała, Mamma mia. Włochy dla dociekliwych), Sonia Draga (C. De Stefano, Oriana Fallaci. Portret kobiety).